# Abbaye des Écharlis
L’abbaye des Écharlis est une ancienne abbaye cistercienne située sur l'actuelle commune de Villefranche, dans l'Yonne. Elle fut fondée au XIIe siècle par un prêtre séculier et deux de ses amis qui désiraient vivre une vie monastique ; très rapidement, ce nouveau monastère rejoignit l'ordre cistercien en s'affiliant à l’abbaye de Fontenay.
Une première implantation peu propice à l'installation d'un grand nombre de moines fut rapidement délaissée pour un site plus approprié situé à quelques kilomètres. L'abbaye grandit rapidement, notamment grâce à la renommée de Sainte Alpais dont les moines étaient devenus les amis, mais connut par la suite de nombreuses vicissitudes : guerre de Cent Ans, guerres de Religion, commende, de nombreux procès et destructions. Elle fut vendue à la Révolution comme bien national, et peu à peu détruite durant le XIXe siècle.

## Histoire

### Fondation
L’abbaye des Écharlis (des Escharlis) serait la première fondation de l’abbaye de Fontenay ; son établissement est rendu possible par la donation de terres que fait un certain chevalier Vivien, de La Ferté-Loupière, au père Étienne (prêtre séculier) et à ses deux compagnons Théobald (Thibault) et Garnier,.
La date exacte de fixation des religieux aux Écharlis est incertaine : le Gallia Christiana la fixe à 1120 ou 1125 ; cependant une charte d'un certain Guillaume, comte de Joigny, attestant d'un don effectué par Gérard de Chanle (Champlay) à l'église des Écharlis, serait datée de 1108. Il faudrait alors supposer une fondation antérieure à l’affiliation à l'ordre cistercien, ce qui était courant à l'époque. La mention d'Étienne et de ses deux compagnons est un autre indice en ce sens : d'ordinaire, les fondations cisterciennes étaient effectuées par un abbé et douze moines. La pertinence de la datation en 1108 est contestée par Edmond Régnier qui propose plutôt 1198, mais sans remettre en cause la fondation des Écharlis au début du XIIe siècle, ni l'origine non-cistercienne.
Un premier document ecclésial confirme l'abbaye naissante dans ses droits ; c'est un acte signé de l'archevêque de Sens Hugues de Toucy, datant de 1151. La bulle de constitution définitive de l'abbaye date, quant à elle, du 20 novembre 1163 et est signée du pape Alexandre III, qui, pour échapper à Frédéric Barberousse, était alors réfugié à Sens toute proche,.
47,951462, 3,187435.
En tout état de cause, ce qui est certain, c'est que l'abbaye des Écharlis se fixe premièrement dans un autre site que le site définitif. L'emplacement initial est au lieu-dit actuel « Vieux-Écharlis », à environ trois kilomètres de l'emplacement postérieur.

### Second site
Confronté à une forte croissance des effectifs et se rendant compte que le site choisi est inadapté (n'étant pas construite dans une vallée comme le veut l'usage cistercien, l'abbaye ne dispose pas d'eau courante), Guillaume, troisième abbé, choisit de rebâtir l'abbaye sur le site actuel. Ce déplacement est très mal vécu par Séguin, le fils du donateur initial Vivien : il exige que les moines restent sur le site donné par leur père. L'affaire va jusqu'au tribunal ecclésiastique en 1136 ; l'archevêque de Sens, Henri Ier Sanglier, rend un jugement favorable aux moines, ce qui exaspère Séguin qui incendie le monastère ; les moines font à nouveau appel à l'archevêque de Sens, Hugues de Toucy cette fois, qui envoie l'évêque d'Auxerre juger sur place ; celui-ci parvient à trouver un compromis qui satisfait les deux parties, à la suite de quoi Séguin fait amende honorable.
L'abbaye est bâtie avec les matériaux locaux, en pierre de taille pour les structures portantes et en moellons de silex pour les remplissages. Les voûtes du cloître comme de l'abbatiale sont en pleine cintre. L'église abbatiale est très vaste, avec une longueur de 75 mètres pour une largeur de vingt (à titre de comparaison, la plus grande église cistercienne du monde, celle de Pontigny toute proche, mesure 119 mètres de longueur hors-tout).

### L'apogée auXIIIesiècle

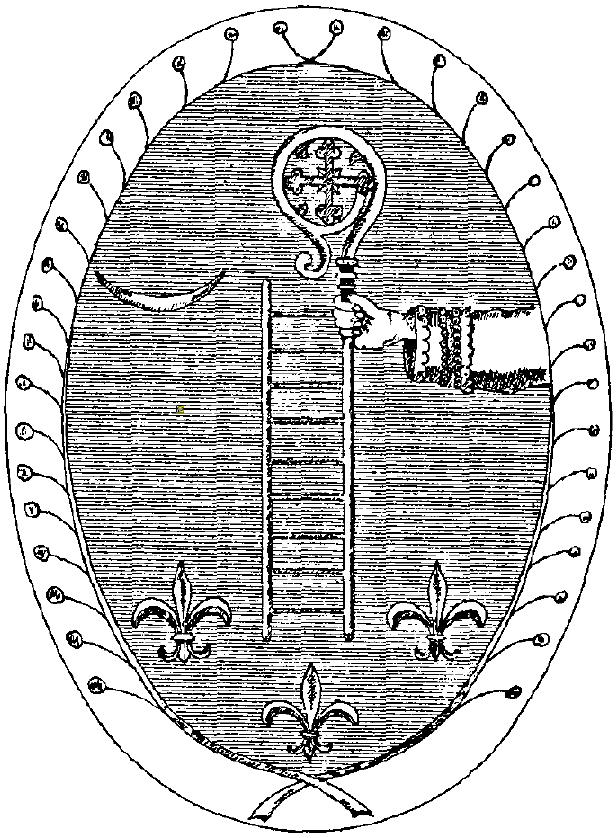
Sceau médiéval de l'abbaye.

L'abbaye des Écharlis connaît des débuts difficiles, le pays étant encore à peine défriché et assez sauvage ; les nouveaux moines sont à peu près dépourvus de ressources.
De nombreux dons et legs sont connus par des chartes et viennent enrichir la fondation naissante ; ils sont le fait de nobles, voire le roi (surtout Louis VI († 1137), qui avait été guéri par les eaux ferrugineuses de la fontaine dans la cour de l'abbaye et y venait de temps en temps,,, et Louis VII,,,), mais aussi d'artisans et de paysans ; elles sont systématiquement conditionnées à des prières en faveur soit du donateur, soit de sa famille. Les dons étant en particulier de terres agricoles ou forestières, les moines vivent du travail de la terre. D'autres dons, concrétisés par l'établissement de granges, sont effectués par des hobereaux locaux, à Bornisois (Villiers-sur-Tholon) et Chailleuse (Senan). Il faut noter que ces transferts de propriétés de terres, s'ils sont appelés « donations », sont toujours faits en contrepartie d'une somme d'argent versée par les moines, à l'exception des dons de l'archevêque et du roi. L'abbaye se trouve ainsi matériellement très enrichie à la fin du XIIe siècle.
Par ailleurs, l'abbaye des Écharlis s'enrichit également spirituellement, notamment avec le suivi spirituel et l'historiographie de Sainte Alpais, qui vit en ermite à Cudot à proximité de l'abbaye. Miraculeusement guérie d'une maladie de peau, elle vit les trente dernières années de sa vie dans un jeûne absolu, ne mangeant que l'hostie quotidienne de l'eucharistie. Ce miracle attirant les foules, l'évêque, très sceptique, fait établir une surveillance continue de l'ermite, qui atteste de la véracité de la légende. Les moines des Écharlis écrivent de nombreux manuscrits sur la vie d'Alpais, dont sept sont parvenus jusqu'au XXe siècle.
En 1271, une charte royale nous permet de savoir qu'il y a dix religieux à l'abbaye : c'est relativement peu. En effet, la bulle pontificale Summi magistri dignatis (1336) de Benoît XII impose aux monastères cisterciens comptant plus de quarante religieux d'en envoyer au moins un suivre une formation théologique. Le monastère des Écharlis est donc d'une taille très inférieure à cette moyenne, ce qui est cohérent avec l'absence d'abbaye-fille. L'abbé Edmond Régnier suggère cependant que le nombre de religieux devait être très supérieur, mais que nombre d'entre eux devaient être disséminés dans les possessions extérieures de l'abbaye, en particulier les granges.

### Sépultures dans l'abbaye

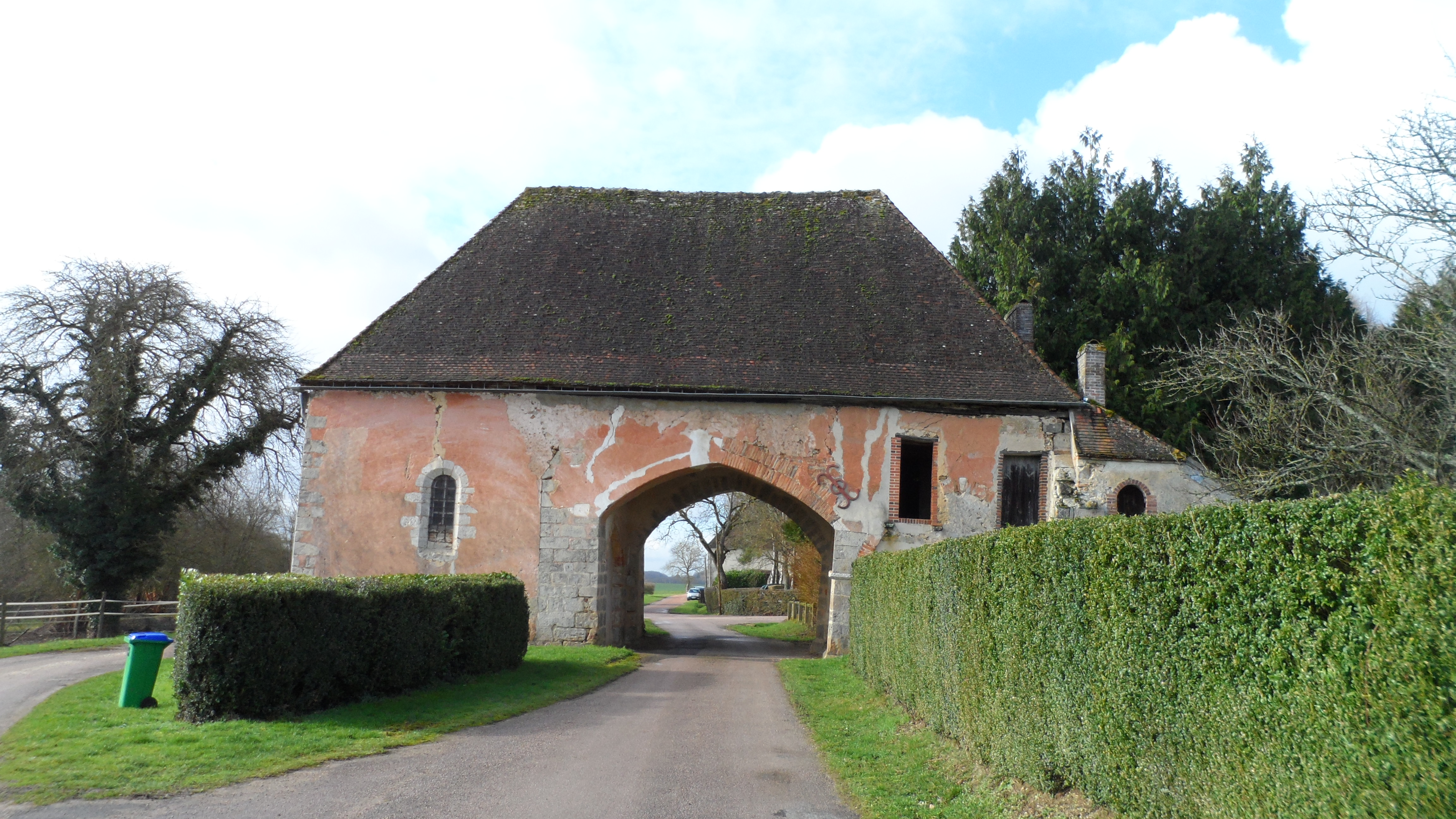
La porterie de l'abbaye.

À l'instar de ce qui est pratiqué dans d'autres abbayes cisterciennes (notamment Pontigny et bien sûr Cîteaux), l'abbaye des Écharlis est assez rapidement choisie pour être le tombeau des défunts de plusieurs familles, qui veulent notamment s'assurer les prières des moines pour le repos de leur âme, mais aussi une sépulture prestigieuse. Ainsi Hugues et Alexandra de Précy en 1301 ; Pierre de Dicy et ses successeurs à partir de 1319, plusieurs seigneurs de Joigny et de Prunoy,, et peut-être Ferry de Seignelay en 1231.

### Difficultés et premières destructions
Dès le début la guerre de Cent Ans, en 1356, les religieux sont menacés par l'avancée des Anglais à travers le Gâtinais : ils se réfugient dans leur maison dite la maison rouge près de la porte de Sens à Villeneuve-le-Roi (aujourd’hui Villeneuve-sur-Yonne).
Les soldats détruisent l'abbatiale dont ne restent que les murs. L'abbaye reste inoccupée au moins jusqu'après 1373 ; même après leur retour très progressif, les moines sont contraints de prier dans la petite chapelle d'entrée ; et, leur nombre ayant fortement baissé, ils sont également obligés de mettre en fermage certaines de leurs granges. Pour autant, la guerre se poursuit, et, au XVe siècle, les moines fuient à nouveau devant la progression britannique. L'abbaye des Écharlis reste inoccupée et ouverte aux pillards de 1440 à 1455.
La baisse des effectifs due à la guerre, à la peste noire et au moindre attrait de la vie monastique empêchent désormais les moines de cultiver eux-mêmes leurs terres : ils choisissent de les affermer par des baux emphytéotiques, devenant ainsi, de cultivateurs, propriétaires.

### Liste des abbés réguliers
- Étienne (attesté en 1108) ;
- Jean (attesté en 1131) ;
- Guillaume ;
- Landry (attesté en 1142 et 1151) ;
- Théobald (attesté en 1160) ;
- Jean ;
- Jean ;
- Odon ;
- Hubert (attesté en 1186 et 1190) ;
- Henry (attesté en 1191) ;
- Roger (attesté en 1194) ;
- Robert (attesté en 1198 et 1201)[1] ;
- Vital (attesté en 1211 et 1212) ;
- N... ;
- Geoffroy (attesté en 1218) ;
- Hugues (attesté en 1225 et 1226) ;
- Jean (attesté en 1231) ;
- Théobalde (attesté en 1244 et 1252) ;
- Artaud (nommé en 1256) ;
- Albéric (nommé en 1264) ;
- Richard (nommé en 1268) ;
- Emelric (nommé en 1284) ;
- Albéric (nommé en 1292) ;
- Richard (nommé en 1300)[30] ;
- Hervé (abbé jusqu'en 1313) ;
- Jean (mort en 1328) ;
- Guy (attesté en 1329 et 1335) ;
- Michel (abbé de 1346 à 1357) ;
- Vacance ;
- Baudoin (nommé en 1373) ;
- Félix (nommé en 1838) ;
- Rachiel (ou Rochus, nommé en 1398) ;
- Jean de Laignes (mort en 1403)[39] ;
- Jean de Loches (1403-1412) ;
- David Félix ;
- Pierre de Sombernon (élu en 1415) ;
- Jean de Ligny (1425-1428) ;
- Jean Despies (1429-1452) ;
- Jean (1452-1455) ;
- Jean (1455) ;
- Pierre (1456-1480) ;
- Richard (1480-1505)[26] ;
- Jacques Milon (1505-1511) ;
- Jacques Morin (1511-1520) ;
- Guillaume Bernard (1520-1530)[40],[41] ;

### Décadence à partir duXVIesiècle
En 1524, les moines sont de nouveau harcelés par des bandes armées ; celles-ci, dirigées par Michel de Castres, Laurent des Poissons et Jean de Rives, auraient été commanditées par François d'Allègre, seigneur de Précy. En tout cas, ces bandes obligent les moines à se réfugier à nouveau temporairement à Villeneuve-le-Roi. Ensuite, le monastère retrouve une certaine stabilité ; une église abbatiale est réaménagée dans l'ancien réfectoire.

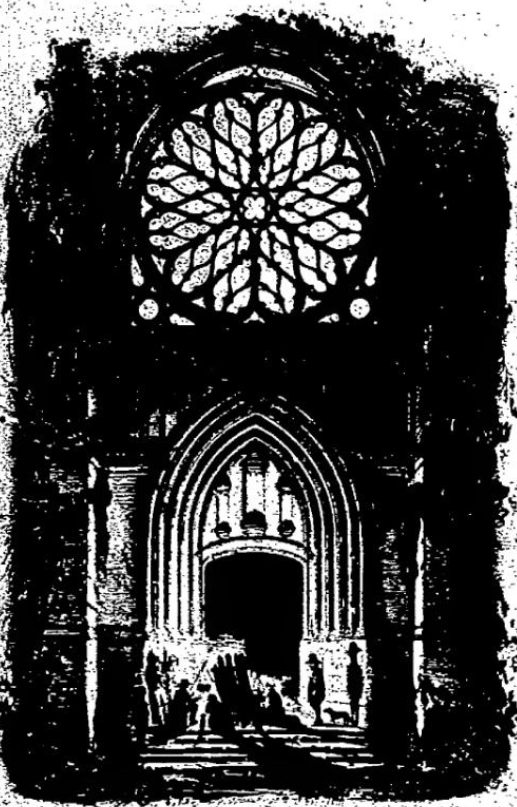
Façade de l'église abbatiale reconstruite par Jean de Langeac -
Lithographie du XIXe siècle par Victor Petit.

C'est également à cette époque que s'instaure aux Écharlis le régime de la commende : l'abbé est dès lors une personne extérieure à l'abbaye et à sa règle. Aux débuts de la commende, il s'agit d'un membre du clergé séculier, souvent un évêque ; mais, de plus en plus, l'abbé commendataire est choisi par le roi dans les rangs de la noblesse ; c'est le résultat du concordat de Bologne signé entre François Ier et Léon X. Le premier abbé commendataire des Écharlis est Jean de Langeac, évêque d'Avranches puis de Limoges. Il réalise de grands travaux aux Écharlis, et, selon certains auteurs (Edmond Régnier le pense, à l'inverse d'Alexandre Salomon), reconstruit une église abbatiale, beaucoup plus petite que la première (32 × 10 mètres, contre 75 × 20 mètres pour l'abbatiale médiévale), et du côté opposé du cloître. Il y reçoit François Ier du 30 avril au 2 mai 1538. Cependant, les bons rapports de Jean de Langeac avec les moines sont une exception. L'abbé commendataire suivant, Guillaume Pellissier, est tellement haï des moines qu'ils vont jusqu'à le traîner en justice.
En 1562 et 1568, l'abbaye, comme toute la région, est en proie aux ravages causés par les guerres de Religion. Une première fois, le 24 octobre 1562, les troupes protestantes menées par Coligny massacrent les moines et incendient l'église. Lors de la prise d'Auxerre par les Huguenots, les religieux sont à nouveau réfugiés en ville et n'assistent donc pas à la destruction, entre autres, du logis abbatial. L'Édit de Nantes ayant ramené la paix dans la région, les religieux retournent à l'abbaye, et élisent eux-mêmes un abbé régulier (non commendataire), Denis de Buffevant. Malheureusement, celui-ci ne reste en poste que deux ans et le régime de la commende reprend le dessus. La communauté monastique est décimée : d’une dizaine de moines en 1544, le nombre en descend à quatre après les guerres de Religion. Il remonte à huit ou dix religieux avant la Fronde, pour redescendre à quatre en 1669.
C'est à cette époque que la commende produit ses effets les plus graves : non seulement le travail de l'abbaye ne sert qu'à enrichir un seigneur lointain, mais encore une famille s'arroge le droit exclusif sur la passation de la charge de la commende. En l'occurrence, il s'agit de la maison de Courtenay qui garde la mainmise sur l'abbaye des Écharlis de 1615 à 1731, et dont les commendataires ne font que jouir des revenus de l'abbaye, sans même effectuer les réparations auxquelles ils sont normalement tenus.
L'abbaye subit encore d'autres destructions durant la Fronde ; en 1652, une escouade de six cents à sept cents soldats du Grand Condé pillent et incendient le monastère ; huit villageois venus se réfugier à l'abbaye périssent durant l'incendie, malgré les efforts des moines pour les sauver. Les dégâts sont estimés à 100 000 livres,. À la fin du XVIIe siècle, l'abbaye ne compte pas plus de quatre à cinq moines vivant dans le seul corps de logis qui a subsisté des ravages divers. Edmond Martène et Ursin Durand n'y trouvent que trois religieux.

### La reconstruction

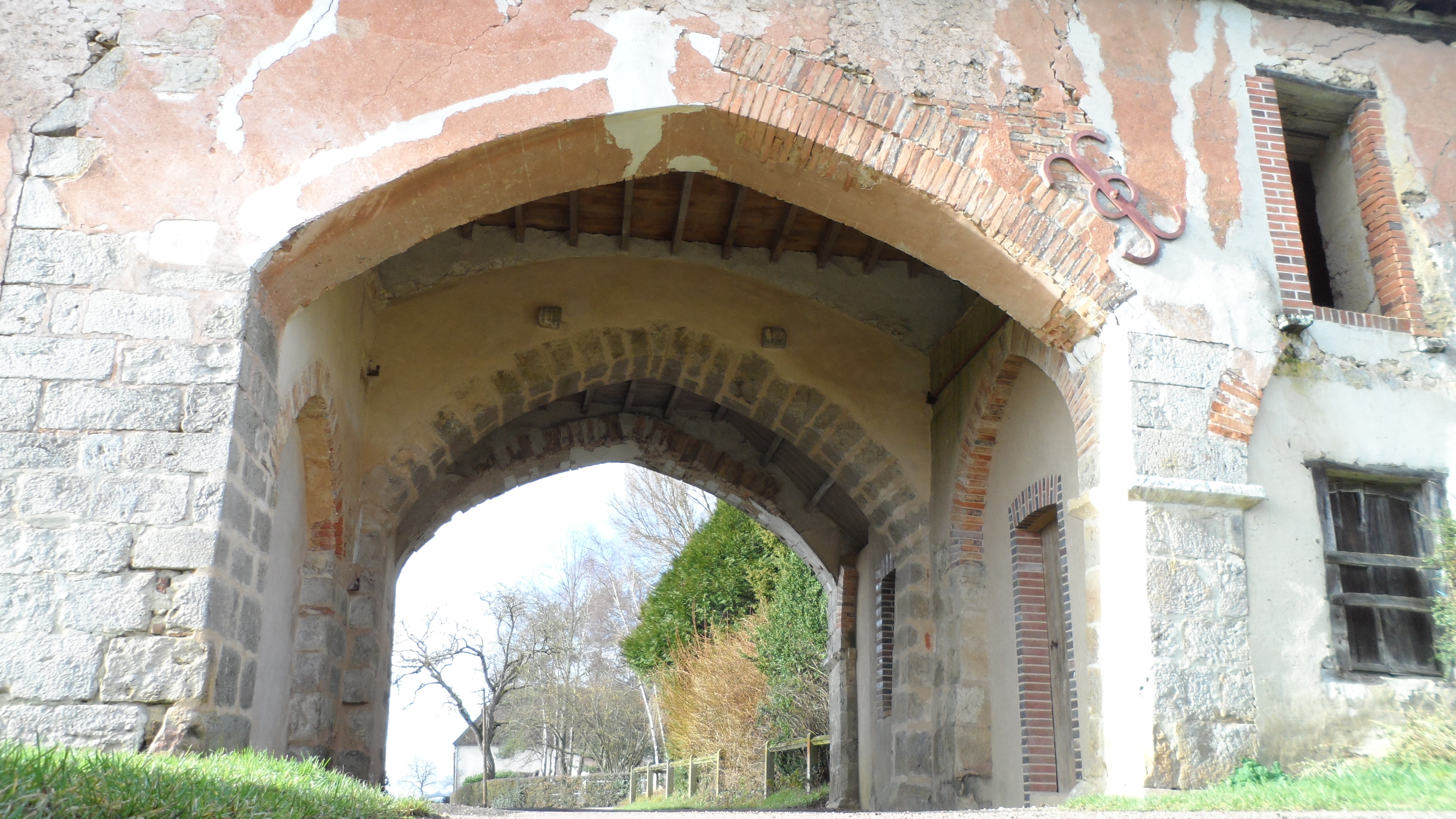
La porterie.

Au XVIIIe siècle, une fois achevée la mainmise des Courtenay sur l'abbaye, le nouvel abbé commendataire (Gaspard de Coriolis d'Espinouse) veut restaurer l'abbaye, projet qu'il finance grâce à une coupe massive de bois dans les possessions de l'abbaye, et qui dure de 1767 à 1774. L'église de Jean de Langeac reçoit une nouvelle toiture (mais n'est pas entièrement reconstruite, contrairement à ce qu'affirme Alexandre Salomon) ; les bâtiments conventuels, logements, salle capitulaire, réfectoire, sont entièrement restaurés,. Les moines sont à cette époque particulièrement peu nombreux aux Écharlis, trois ou quatre en permanence durant tout le dix-huitième siècle ; En 1791, sur les quatre moines présents, un seul est de la région, Marie-Joseph Mésange (de Montargis). Le prieur, Dom Jean-Antoine Choppin, est lorrain, Claude Viennot franc-comtois et François Guériot également lorrain.

### Liste des abbés commendataires
À partir de 1542, les abbés des Écharlis sont commendataires, à l'exception de Denis de Buffevant, abbé régulier durant deux ans.
- Jean de Langeac (1530-1541)[44] ;
- Guillaume Pelicier (ou Pellissier) (1542-1545) ;
- Jean du Bellay (1545-1555)[40],[54] ;
- Cardinal d'Attamps (1555-1562) ;
- Maurice de Huot (1562-1570)
- Vespasien Gribaldi (1570-1577) ;
- Pierre de Tollet (1577-1581)[48] ;
- Nicolas de Fer (1582-1587)[note 1] ;
- René de Viault (1587-1609) ;
- Denis de Buffevant (1609-1611)[note 2] ;
- Blaise Simon (1612-1615) ;
- René de Courtenay (1561-apr.1638), abbé de Jumièges (1594-1607?) et des Écharlis (1615-1627), prieur de prieuré Saint-Eutrope et de Chevillon.
- Robert de Courtenay  (1619-apr.1647), neveu du précédent, abbé à la résignation de son oncle de (1627-1647) [56];
- Roger de Harlay de Cézy (1647-1669)[56], beau-frère de Louis Ier de Courtenay, époux de sa sœur Lucrèce Chrétienne de Harlay, et donc oncle de Roger de Courtenay pour qui il résigne ;
- Roger de Courtenay (1647-1733) abbé des Écharlis de (1669-1731)[49] ; le 14 août 1677, Roger de Courtenay, abbé de l'abbaye des Escharlis reçoit une maison rue Taranne de Roger d'Esparbès, chevalier, comte de Lussan et son épouse[57], de Saint-Pierre d'Auxerre, prieur de Choisy-en-Brie, dernier prince de Courtenay, après la mort de son neveu en 1730[56] Il est comte de Lyon[58], abbé de Saint-Pierre d'Auxerre
- Jacques de Saint-Pierre (1731-1740) ;
- Joseph Jean-Baptiste Gaspard Hubert de Coriolis d'Espinouse (1740-1773) ;
- Guillaume Barnabé (1774-1791)[13],[41].

### La fin de l'abbaye à la Révolution
Malgré tout, les religieux jouissent d'une bonne réputation : le 18 novembre 1790, quand les deux administrateurs du district de Joigny viennent apposer les scellés sur l'abbaye, ils s'en abstiennent car il est notoire que les religieux donnent l'hospitalité aux passants et que leurs aumônes sont « considérables ».. Néanmoins, le 23 janvier 1791, les religieux sont contraints par les révolutionnaires de quitter l'abbaye, qui est vendue comme bien national en 1792, et achetée par un artisan, qui la démolit par morceaux. Il ne reste en fait de l'abbaye médiévale que le portail d'entrée du domaine, datant du XIIe siècle, qui comprend entre autres une petite chapelle dédiée à Notre-Dame-de-Pitié et édifiée au XIIIe siècle, lieu de pèlerinage local ; en revanche, de l'abbaye du XVIIIe siècle, reste en 1868 le long (cent trente mètres) bâtiment des moines.